# Pontivy
Pontivy is een Franse gemeente in het departement Morbihan in Bretagne. De gemeente telde 14.547 inwoners op 1 januari 2022. Het is de onderprefectuur van het arrondissement Pontivy en de hoofdplaats van Pontivy Communauté, een communauté de communes of samenwerkingsverband tussen 24 gemeenten.
Het kasteel van de familie de Rohan (Château des Rohan) is een historisch monument en het toeristisch uithangbord van de gemeente.

## Geschiedenis
Pontivy groeide rond een feodaal kasteel en werd een ommuurde stad. In 1396 werd Pontivy de hoofdplaats van het burggraafschap Rohan. In de late 15e en de vroege 16e eeuw werd het versterkte kasteel gebouwd, met als voornaamste bouwheer Jan II van Rohan (1452-1516). Het kasteel had zowel een defensieve functie als een woonfunctie. Langsheen de Blavet in de wijk Tréleau kwamen watermolens en leerlooierijen. In de 17e en 18e groeide Pontivy door de aanleg van nieuwe wegen uit tot een verkeersknooppunt.
Napoleon Bonaparte liet vanaf 1807 ten zuiden van het oude centrum Napoléonville aanleggen. In deze nieuwe wijk, aangelegd in dambordpatroon rond een plein (nu: Place Aristide Briand), kwamen overheidsgebouwen zoals de onderprefectuur, het gemeentehuis en de rechtbank. In de 19e eeuw werden ook de kanalen Canal du Blavet en Canal de Nantes à Brest aangelegd en kwam er een treinstation (1864), belangrijk voor het goederenvervoer.
In 1805 werd de gemeente uitgebreid met (delen van) de buurgemeenten Stival, Neulliac en Noyal-Pontivy. Omstreeks 1870 verloor Pontivy territorium aan de gemeenten Le Sourn en Saint-Thuriau. 
Vanaf de jaren 1960 groeide de bevolking sterk en werden nieuwbouwwijken opgetrokken, ook met hoogbouw.

## Geografie
De oppervlakte van Pontivy bedroeg op 1 januari 2022 24,85 vierkante kilometer; de bevolkingsdichtheid was toen 585,4 inwoners per km².
Pontivy ligt in het dal van de Blavet. Naast het stedelijk gebied telt de gemeente ook verschillende dorpen en gehuchten: Stival, Sainte-Tréphine, La Houssaye en Talcoët.
De onderstaande kaart toont de ligging van Pontivy met de belangrijkste infrastructuur en aangrenzende gemeenten.

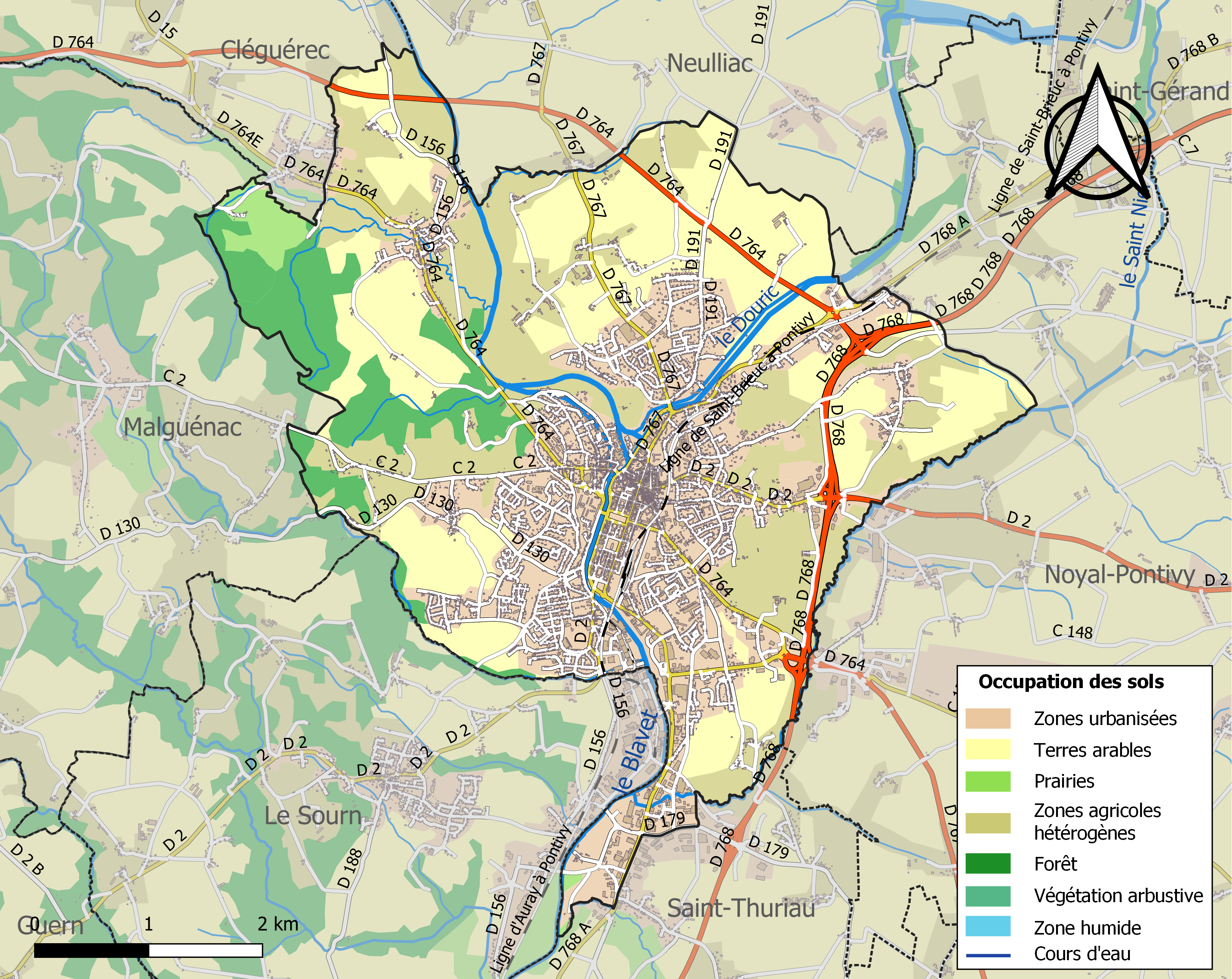

## Demografie
Onderstaande figuur toont het verloop van het inwonertal, bron: INSEE-tellingen. 

## Verkeer en vervoer
In de gemeente ligt het station Pontivy, het is het eindstation van twee treinlijnen.
In 1992 werd een deel van de doorgangswegen omgeleid rond het stadscentrum.
De kanalen Canal du Blavet en Canal de Nantes à Brest lopen door de gemeente. De kanalen worden sinds de jaren 1960 niet meer gebruikt voor goederentransport.

## Economie
Pontivy is een regionaal belangrijk administratief centrum. Het onderwijs is een belangrijke werkgever. Naast basis- en middelbaar onderwijs zijn er ook instellingen voor hoger onderwijs in Pontivy, met ongeveer 1000 studenten. Ook is het Centre hospitalier intercommunal du centre Bretagne (CHCB), een ziekenhuis opgericht in 2005, gevestigd in de gemeente.
Pontivy ligt in een landbouwstreek en heeft voornamelijk voedingsindustrie.

## Sport
Pontivy was één keer etappeplaats in de wielerkoers Ronde van Frankrijk. In 2021 werd de derde etappe vanuit Lorient er gewonnen door de Belg Tim Merlier.  

## Geboren
- David Lappartient (1973), politicus en voorzitter van de UCI
- Arnaud Le Lan (1978), voetballer
- Audrey Cordon-Ragot (1989), wielrenster
- Marie Le Net (2000), baanwielrenster
- Margaux Le Mouël (2001), voetbalster